# Gérard Bélanger
Gérard Bélanger (* 1940) ist ein kanadischer Wirtschaftswissenschaftler.

## Werdegang, Forschung und Lehre
Bélanger studierte zunächst an der Universität Montreal, wo er als Bachelor of Arts graduierte, anschließend schloss er zunächst ein Bachelor- und anschließend ein Masterstudium in Sozialwissenschaften an der Universität Laval ab. Später graduierte er an der Princeton University. Ab 1967 gehörte Bélanger zum akademischen Personal der Universität Laval, vom Assistant Professor über den Associate Professor stieg er dabei bis zu seiner Berufung 1977 zum ordentlichen Professor auf.
Im Mittelpunkt der Arbeit Bélangers stehen die Öffentliche Hand sowie die Gesundheitsökonomie, hierzu veröffentlichte er zahlreiche Bücher und Zeitschriftenartikel. Dabei gehörte er auch zu den Herausgebergruppen verschiedener Periodika wie dem Canadian Journal of Economics, Recherches sociographiques oder L’Actualité Économique. Zudem saß er in verschiedenen Beratungsgremien, sowohl auf nationaler Ebene als auch der kanadischen Provinz Québec. Zeitweise war er in den 1990er Jahren beim Internationalen Währungsfonds tätig.
Für sein Buch L’économie du Québec, Mythes et Réalité erhielt er den Doug-Purvis-Preis. Er ist Mitglied der Royal Society of Canada.